# Arkauti-Arcaute
Arkauti en basque ou Arcaute en espagnol est un village ou contrée faisant partie de la municipalité de Vitoria-Gasteiz dans la province d'Alava dans la Communauté autonome basque.

## Démographie
| 2000 | 2001 | 2002 | 2003 | 2004 | 2005 | 2006 | 2007 |
| ---- | ---- | ---- | ---- | ---- | ---- | ---- | ---- |
| 68   | 72   | 70   | 72   | 75   | 83   | 72   | 80   |

## Personnalité liée à la commune
- Modesto Lomba (1962), grand couturier-Designer.